# GI Близнецов
GI Близнецов (лат. GI Geminorum) — одиночная переменная звезда в созвездии Близнецов на расстоянии приблизительно 7 436 световых лет (около 2 280 парсек) от Солнца. Видимая звёздная величина звезды — от +13,46m до +12,39m.
Открыта Куно Хофмейстером в 1943 году*.

## Характеристики
GI Близнецов — жёлто-белая пульсирующая переменная звезда типа RR Лиры (RRAB) спектрального класса F. Радиус — около 3,71 солнечных, светимость — около 23,331 солнечных. Эффективная температура — около 6584 К.